# Centro de Deportes Barco
El Centro de Deportes Barco es un equipo de fútbol español del municipio gallego de El Barco de Valdeorras, en la provincia de Orense. Fundado en 1973, actualmente juega en la Tercera Federación. Su estadio es el Estadio Municipal de Calabagueiros.

## Historia
El CD Barco fue fundado en 1973, de la unión de dos equipos de El Barco de Valdeorras, dos equipos creados en 1910 como lo eran el Sporting Valdeorrés y Club Deportivo Barco. El Centro de Deportes Barco tiene una multitud de seguidores a sus espaldas, hay varias peñas unas de las más conocidas son UltraSil Valdeorras. Por lo tanto el CD Barco es un equipo con mucha historia a sus espaldas, en sus filas han estado jugadores que posteriormente han terminado en Primera División, como por ejemplo Wilson Alfredo Jones o Joaquín Fuertes. Y tiene entre sus vitrinas diferentes trofeos como son: La Copa Diputación de Orense, Copa de Galicia ganada en 1989.

## Datos del club
- Temporadas en 3.ª: 18
- Temporadas en Preferente: 10
- Temporadas en 1ª Autonómica: 12
- Temporadas en 2ª Autonómica: 3
- Temporadas en 3ª Autonómica: 5
- Participaciones en la Copa del Rey: 1 (1992/93)

| Temporada | Nivel | Categoría     | Posición | Copa del Rey |
| --------- | ----- | ------------- | -------- | ------------ |
| 1973/74   | 7     | 3.ª Regional  | ?        |              |
| 1974/75   | 7     | 3.ª Regional  | ?        |              |
| 1975/76   | 7     | 3.ª Regional  | ?        |              |
| 1976/77   | 7     | 3.ª Regional  | ?        |              |
| 1977/78   | 8     | 3.ª Regional  | 1.ª      |              |
| 1978/79   | 7     | 2.ª Regional  | ?        |              |
| 1979/80   | 6     | 1.ª Regional  | 8.ª      |              |
| 1980/81   | 6     | 1.ª Regional  | 5.ª      |              |
| 1981/82   | 5     | Preferente    | 1.ª      |              |
| 1982/83   | 4     | 3.ª           | 10.ª     |              |
| 1983/84   | 4     | 3.ª           | 7.ª      |              |
| 1984/85   | 4     | 3.ª           | 12.ª     |              |
| 1985/86   | 4     | 3.ª           | 10º      |              |
| 1986/87   | 4     | 3.ª           | 16º      |              |
| 1987/88   | 4     | 3.ª           | 5º       |              |
| 1988/89   | 4     | 3.ª           | 4º       |              |
| 1989/90   | 4     | 3.ª           | 11º      |              |
| 1990/91   | 4     | 3.ª           | 12º      |              |
| 1991/92   | 4     | 3.ª           | 5º       |              |
| 1992/93   | 4     | 3.ª           | 15º      | 1ª ronda     |
| 1993/94   | 4     | 3.ª           | 19º      |              |
| 1994/95   | 5     | Preferente    | 10º      |              |
| 1995/96   | 5     | Preferente    | 19º      |              |
| 1996/97   | 6     | 1ª Autonómica | 1º       |              |
| 1997/98   | 5     | Preferente    | 20º      |              |
| 1998/99   | 6     | 1ª Autonómica | 2º       |              |

| Temporada | Nivel | Categoría     | Posición |
| --------- | ----- | ------------- | -------- |
| 1999/00   | 5     | Preferente    | 20º      |
| 2000/01   | 6     | 1ª Autonómica | 15º      |
| 2001/02   | 6     | 1ª Autonómica | 9º       |
| 2002/03   | 6     | 1ª Autonómica | 16º      |
| 2003/04   | 7     | 2ª Autonómica | 2º       |
| 2004/05   | 6     | 1ª Autonómica | 18º      |
| 2005/06   | 7     | 2ª Autonómica | 1º       |
| 2006/07   | 6     | 1ª Autonómica | 7º       |
| 2007/08   | 6     | 1ª Autonómica | 4º       |
| 2008/09   | 5     | Preferente    | 17º      |
| 2009/10   | 6     | 1ª Autonómica | 9º       |
| 2010/11   | 6     | 1ª Autonómica | 2º       |
| 2011/12   | 5     | Preferente    | 7º       |
| 2012/13   | 5     | Preferente    | 12º      |
| 2013/14   | 5     | Preferente    | 10º      |
| 2014/15   | 5     | Preferente    | 1º       |
| 2015/16   | 4     | 3ª            | 6º       |
| 2016/17   | 4     | 3ª            | 13º      |
| 2017/18   | 4     | 3ª            | 7º       |
| 2018/19   | 4     | 3ª            | 5º       |
| 2019/20   | 4     | 3ª            | 4º       |
| 2020/21   | 4     | 3ª            | 16º      |
| 2021/22   | 5     | 3ª RFEF       | 4º       |
| 2022/23   | 5     | 3ª Federación |          |

## Palmarés
| Trofeos                      | Campeonatos |
| ---------------------------- | ----------- |
| Copa Xunta de Galicia (1\|0) | 1989        |

| Trofeos                       | Campeonatos |
| ----------------------------- | ----------- |
| Copa Diputación Orense (2\|0) | 1980,1981   |

### Trofeos Amistosos
- Trofeo Ciudad de Benavente: (1) 1987